# Festival dječje knjige Monte Librić
Festival dječje knjige Monte Librić je hrvatska knjižna manifestacija usmjerena na književnost za djecu. Održava se svake godine u Puli. Sajam se prvi put održao 2008. godine, u sklopu knjiškog sajma Sa(n)jam knjige u Istri. Okosnicu programskog dijela Festivala čine susreti s autorima. Tijekom održavanja ovog festivala Pula postaje grad knjiga za djecu s mnoštvom programa, književnih promocija, literarno-glazbenih radionica, kazališnih predstava, filmova i scensko-glazbenih nastupa, koji u svom pristupu i prezentaciji posjeduju značajnu umjetničku i stručnu dimenziju. Festival sadržava programe Piknik s autorom, Autorica iz daljine, Librić po našu, Librić teatrino.
Teme po godinama:

2008.: 

2009.: 

2010.: 

2011.: 

2012.: 

2013.: 

2014.: 

2015.: 

2016.: ZvookBook. Istražuje se svijet zvukova koji nas okružuju te njihovu ulogu u književnom tekstu pa šumovi, tonovi, buka, ritam i rima obilježavaju festival u ovoj godini.